# Lokomotiv Jaroslavl 2011/2012
Laget Lokomotiv Jaroslavl skulle spela sin fjärde säsong i KHL säsongen 2011/2012, men var tvungen att dra sig ur då samtliga i laget omkom då lagets flygplan havererade den 7 september 2011, på väg till en bortamatch påföljande dag mot HK Dinamo Minsk.

## Försäsong 2011/12
Före flyghaveriet spelade laget nio försäsongsmatcher, varav man vann 7 och förlorade 2. Laget vann sin andra raka lettiska Railways Cup (augusti 23-27), en försäsongs KHL-turnering. Den 3 september spelade spelarna sin sista match, hemma mot Torpedo och vann 5-2. Aleksandr Galimov gjorde det sista mål för lokomotiv.

## Flyghaveriet den 7 september 2011
Den 7 september 2011 havererade ett plan av typen Jak-42 med huvuddelen av spelartruppen på väg till en match i den vitryska huvudstaden Minsk.
Hela laget omkom och med stor sorg hölls en minnesceremoni för de avlidna i Arena 2000 på lördagen den 10 september. Även den svenska hockeymålvakten Stefan Liv omkom.

## Truppen 2011/2012
Före olyckan 7 september

### Målvakter
| Nr | Namn                | Födelsedatum     | Födelseort              | Nationalitet | Kontrakt | Senaste Lag            |
| -- | ------------------- | ---------------- | ----------------------- | ------------ | -------- | ---------------------- |
| 1  | Stefan Liv †        | 21 december 1980 | Gdynia, Polen           | Sverige      | 2013     | HK Sibir Novosibirsk   |
| 35 | Oleksandr Vjuchin † | 9 januari 1973   | Jekaterinburg, Ryssland | Ukraina      | ?        | Metallurg Novokuznetsk |

### Backar
| Nr | Namn                 | Födelsedatum    | Födelseort               | Nationalitet | Kontrakt | Senaste Lag             |
| -- | -------------------- | --------------- | ------------------------ | ------------ | -------- | ----------------------- |
| 97 | Artur Amirov         | 3 april 1992    | Almetievsk, Ryssland     | Ryssland     | ?        | Torpedo Nizhny Novgorod |
| 57 | Vitalij Anikejenko † | 2 januari 1987  | Kiev, Ukraina            | Ukraina      | ?        | Metallurg Novokuznetsk  |
| 39 | Michail Balandin †   | 28 juli 1980    | Lipetsk, Ryssland        | Ryssland     | 2013     | OHK Dynamo Moskva       |
| 20 | Robert Dietrich †    | 25 juli 1986    | Ordzjonikidze, Kazakstan | Tyskland     | 2013     | Adler Mannheim          |
| 74 | Marat Kalimulin †    | 20 augusti 1988 | Togliatti, Ryssland      | Ryssland     | ?        | HC Lada Togliatti       |
| 4  | Karel Rachůnek †     | 27 augusti 1979 | Zlín, Tjeckien           | Tjeckien     | ?        | Dynamo Moskva           |
| 42 | Ruslan Salej †       | 2 november 1974 | Minsk, Vitryssland       | Vitryssland  | 2012     | Detroit Red Wings       |
| 37 | Kārlis Skrastiņš †   | 9 juli 1974     | Riga, Lettland           | Lettland     | 2012     | Dallas Stars            |
| 3  | Pavel Trachanov †    | 21 mars 1978    | Moskva, Ryssland         | Ryssland     | 2013     | Atlant Mytisjtji        |
| 81 | Jurij Urytjev †      | 3 april 1991    | Jaroslavl, Ryssland      | Ryssland     | Junior   | Loko Jaroslavl          |

### Anfallare
| Nr | Namn                 | Födelsedatum      | Födelseort                  | Nationalitet | Kontrakt | Senaste Lag             |
| -- | -------------------- | ----------------- | --------------------------- | ------------ | -------- | ----------------------- |
| 24 | Siarhej Astaptjuk †  | 19 mars 1990      | Navapolatsk, Vitryssland    | Vitryssland  | ?        | Rouyn-Noranda Huskies   |
| 38 | Pavol Demitra †      | 29 november 1974  | Dubnica, Slovakien          | Slovakien    | 2012     | Vancouver Canucks       |
| 11 | Aleksandr Galimov †  | 2 maj 1985        | Jaroslavl, Ryssland         | Ryssland     | ?        | Lokomotiv Jaroslavl     |
| 72 | Artiom Jartjuk †     | 3 maj 1990        | Jaroslavl, Ryssland         | Ryssland     | ?        | HK Rys                  |
| 95 | Danil Jerdakov       | 4 juni 1989       | Tjeljabinsk, Ryssland       | Ryssland     | ?        | Metjel Tjeljabinsk      |
| 28 | Aleksandr Kaljanin † | 24 september 1987 | Tjeljabinsk, Ryssland       | Ryssland     | ?        | Traktor Tjeljabinsk     |
| 83 | Andrej Kirjuchin †   | 4 augusti 1987    | Jaroslavl, Ryssland         | Ryssland     | ?        | Kapitan Stupino         |
| 23 | Nikita Kljukin †     | 10 november 1989  | Rybinsk, Ryssland           | Ryssland     | ?        | Loko Jaroslavl          |
| 15 | Jan Marek †          | 31 december 1979  | Jindřichův Hradec, Tjeckien | Tjeckien     | 2012     | Atlant Mytisjtji        |
| 91 | Daniil Sobtjenko †   | 13 april 1991     | Kiev, Ukraina               | Ukraina      | 2012     | Loko Jaroslavl          |
| 17 | Ivan Tkatjenko †     | 9 november 1979   | Jaroslavl, Ryssland         | Ryssland     | ?        | Neftechimik Nizjnekamsk |
| 63 | Josef Vašíček †      | 12 september 1980 | Havlíčkův Brod, Tjeckien    | Tjeckien     | 2012     | New York Islanders      |
| 18 | Aleksandr Vasiunov † | 22 april 1988     | Jaroslavl, Ryssland         | Ryssland     | ?        | New Jersey Devils       |
| 21 | Gennadij Tjurilov †  | 5 maj 1987        | Magnitogorsk, Ryssland      | Ryssland     | ?        | Remparts de Québec      |
| 52 | Maksim Ziuziakin     | 13 januari 1991   | Novokuznetsk, Ryssland      | Ryssland     | ?        | Lokomotiv Jaroslavl     |

† Omkom vid flyghaveriet den 7 september.
Aleksandr Galimov överlevde vid flyghaveriet, men han fick svåra brännskador. Han avled den 12 september 2011 av sina skador.
Efter olyckan 7 september
Danil Jerdakov, Artur Amirov, Maksim Ziuziakin och den finländska målvaktstränaren Jorma Valtonen, är de enda som fortfarande lever av Lokomotiv Jaroslavls trupp inför säsongen 2011/2012.

## VHL-spel
Måndagen den 12 december 2011 spelade Lokomotiv sin första match efter flyghaveriet i den ryska andra ligan (VHL). Lokomotiv mötte Neftjanik Almetjevsk hemma och vann med 5-1  Laget spelade 22 matcher av grundserien, och tog sig till konferens semifinal i VHL.